# Triagem de pergunta única sobre transtornos comportamentais do sono REM
A Triagem de pergunta única sobre transtornos comportamentais do sono REM (RBD1Q) é uma ferramenta de triagem composta por apenas uma única pergunta sobre comportamentos de encenação de sonhos associados ao transtorno de comportamento do sono REM (RBD) parassônico . capaz de fazer a triagem de RBD com uma resposta simples ''sim/não''.

## Estrutura
O RBD1Q questiona o comportamento de encenação dos sonhos do RBD com uma única pergunta que demanda uma resposta indicando ''sim/não'': 
"Você já ouviu falar, ou já suspeitou, que você parece 'encenar seus sonhos' enquanto dorme (por exemplo, dando socos, agitando os braços no ar, fazendo movimentos de corrida, etc.)?"
A Triagem de pergunta única sobre transtornos comportamentais do sono REM (RBD1Q) apresenta sensibilidade de 94% e especificidade de 87% na detecção de RBD.

## Aplicações
O RBD1Q pode ser usado para estabelecer um diagnóstico de distúrbio de comportamento do sono REM em doenças neurodegenerativas como na doença de Parkinson e demência com corpos de Lewy .

## Desenvolvimento
Outras ferramentas de triagem para RBD são longas e difíceis de usar em estudos epidemiológicos, necessários para determinar a prevalência de RBD.
Os participantes de um estudo de caso-controle foram recrutados em doze centros do International REM Sleep Behavior Disorder Study Group entre 2008 e 2011. Os 484 participantes (242 indivíduos com RBD confirmado por polissonografia e 242 controles) completaram a triagem. O comportamento de encenação dos sonhos foi estabelecido pela história ou gravação em vídeo, e a ausência de paralisia muscular do sono REM (atonia) foi confirmada pela polissonografia, de acordo com a Classificação Internacional de Distúrbios do Sono-2.